# Ayssènes
Ayssènes é uma comuna francesa na região administrativa de Occitânia, no departamento de Aveyron. Estende-se por uma área de 23,14 km². Em 2010 a comuna tinha 222 habitantes (densidade: 9,6 hab./km²).